# Обрада сигнала
Обрада сигнала је дисциплина која се бави екстракцијом информације из сигнала. Уређаји који извршавају овај задатак могу бити физички хардвер, посебни софтверски кодови, или комбинација једних и других. У посљедњој деценији, сложеност ових уређаја је драстично порасла, као и поља њихове примјене, што је посљедица пада цијена хардвера и софтвера, али и напретка у технологији сензора. Значајна поља примјене ове технологије налазе се у биомедицинском инжењерству и бежичним комуникацијама, укључујући уклањање интерференција које долазе из сензора мјерача, уклањање дисторција сигнала који пролазе кроз преносне канале и опорављање оштећених сигнала у мобилним комуникацијама.

## Историја
Према Алану В. Опенхајму и Роналду В. Шаферу, принципи обраде сигнала могу се наћи у класичним техникама нумеричке анализе 17. века. Они даље наводе да се дигитално усавршавање ових техника може наћи у дигиталним системима контроле 1940-их и 1950-их.
Године 1948. Клод Шенон је написао утицајан рад „Математичка теорија комуникације“ који је објављен у журналу Bell System Technical Journal. Рад је поставио темеље за каснији развој информационо-комуникационих система и обраду сигнала за пренос.
Обрада сигнала је сазрела и цветала током 1960-их и 1970-их, а дигитална обрада сигнала је постала широко коришћена са специјализованим чиповима за дигиталне процесоре сигнала 1980-их.

## Категорије

### Аналогна
Аналогна обрада сигнала је за сигнале који нису дигитализовани, као у већини радио, телефонских, радарских и телевизијских система 20. века. Ово укључује линеарна електронска кола, као и нелинеарна. Први су, на пример, пасивни филтери, активни филтери, адитивни мешачи, интегратори и одлагачке линије. Нелинеарна кола укључују компандоре, мултипликаторе (фреквенцијске мешаче, појачиваче контролисане напоном), филтере контролисане напоном, осцилаторе контролисане напоном и петље са фазном блокадом.

### Дигитална
Дигитална обрада сигнала је обрада дигитализованих дискретно узоркованих сигнала. Обрада се врши помоћу рачунара опште намене или помоћу дигиталних кола као што су ASIC-и, пољано-програмабилни низови капија или специјализовани дигитални процесори сигнала (DSP чипови). Типичне аритметичке операције укључују оне са бројевима фиксне и помичне тачку, реалним и комплексним вредностима, множење и сабирање. Остале типичне операције које подржава хардвер су кружни бафери и табеле претраживања. Примери алгоритама су брза Фуријеова трансформација (FFT), филтер са коначним импулсним одзивом (FIR), филтер бесконачног импулсног одзива (IIR) и адаптивни филтери као што су Винерови и Калманови филтери.

### Нелинеарна
Нелинеарна обрада сигнала обухвата анализу и обраду сигнала произведених из нелинеарних система и може бити у временском, фреквенцијском или просторно-временском домену. Нелинеарни системи могу произвести веома сложена понашања укључујући бифуркације, хаос, хармонике и субхармонике који се не могу произвести или анализирати коришћењем линеарних метода. 
Полиномска обрада сигнала је врста нелинеарне обраде сигнала, где се полиномски системи могу тумачити као концептуално директна проширења линеарних система на нелинеарни случај.

### Статистичка
Статистичка обрада сигнала је приступ који третира сигнале као стохастичке процесе, користећи њихова статистичка својства за обављање задатака обраде сигнала. Статистичке технике се широко користе у апликацијама за обраду сигнала. На пример, може се моделовати дистрибуција вероватноће буке која настаје приликом фотографисања слике и конструисати технике засноване на овом моделу да би се смањио шум у резултујућој слици.

## Поља апликације
- Обрада аудио сигнала —  за електричне сигнале који представљају звук, као што су говор или музика[10]
- Обрада слике —  у дигиталним камерама, рачунарима и разним системима за обраду слике
- Видео обрада —  за тумачење покретних слика
- Бежична комуникација —  генерисање таласних облика, демодулација, филтрирање, еквилизација
- Контролни системи
- Обрада низа —  за обраду сигнала са низова сензора
- Контрола процеса —  користе се различити сигнали, укључујући индустријску стандардну струјну петљу од 4-20 мА
- Сеизмологија
- Обрада финансијских сигнала —  анализа финансијских података коришћењем техника обраде сигнала, посебно у сврхе предвиђања.
- Екстракција карактеристика, као што су разумевање слике и препознавање говора.
- Побољшање квалитета, као што је редукција шума, побољшање слике и поништавање еха.
- Изворно кодирање укључујући аудио компресију, компресију слике и видео компресију.
- Геномска обрада сигнала[11]

## Примењене математичке методе
- Диференцијалне једначине[12]
- Диференцне једначине[13]
- Теорија трансформације
- Временско-фреквенцијска анализа —  за обраду нестационарних сигнала[14]
- Спектрална естимација —  за одређивање спектралног садржаја (тј. дистрибуције снаге преко фреквенције) временске серије[15]
- Статистичка обрада сигнала —  анализа и издвајање информација из сигнала и шума на основу њихових стохастичких својстава
- Теорија линеарног временски непроменљивог система и теорија трансформације
- Полиномска обрада сигнала —  анализа система који повезују улаз и излаз користећи полиноме
- Идентификација система[6] и класификација
- Калкулус
- Комплексна анализа[16]
- Векторски простори и линеарна алгебра[17]
- Функционална анализа[18]
- Вероватноћа и стохастички процеси[9]
- Теорија детекције
- Теорија процене
- Оптимизација[19]
- Нумеричке методе
- Временске серије
- Истраживање података —  за статистичку анализу односа између великих количина варијабли (у овом контексту представљају многе физичке сигнале), за издвајање раније непознатих занимљивих образаца